# Хамсин
Хамси́н (на арабски: خَمْسُون, буквално – „петдесет“) е сух, горещ, южен вятър в североизточната част на Африка (Египет, Судан), в страните от Близкия изток и над Червено море. Температурата на въздушните маси, носени от вятъра, често превишава +40 °С и рязко снижава относителната влажност на въздуха. Тези бурни ветрове обикновено се наблюдават след пролетното равноденствие, като често духат в продължение на повече от 50 дни, откъдето идва и името им. В редки случаи започват през февруари и спират през юни. Възникват в предната част на циклони, които се придвижват през пустините в Северна Африка, затова често предизвикват пясъчни бури и могат да повишат рязко температурата на въздуха с до 20 °C в рамките на два часа. Хамсинът обичайно пренася много пясък и прах, което рязко снижава видимостта и често причинява прашни бури.